# Мортен Мадсен
Мортен Мадсен (дан. Morten Madsen; Редовре, 16. јануар 1987) професионални је дански хокејаш на леду који игра на позицији левокрилног нападача. 
Члан је сениорске репрезентације Данске за коју је дебитовао на светском првенству 2006. године. 

## Играчка каријера
Учествовао је на драфту НХЛ лиге 2005. где га је као 122. пика у 4. рунди одабрала екипа Минесота вајлдси. Иако је након драфта три године играо у америчким развојним лигама никада није заиграо у НХЛ лиги. Године 2009. враћа се у Европу, односно у Шведску где је 4 сезоне играо за екипу ХК МОДО у СХЛ лиги. Потом одлази у Немачку где је провео три сезоне у ДЕЛ лигашу из Хамбурга. 
У лето 2016. враћа се у Шведску и потписује уговор са екипом Карлскроне.